# Dipartimento del tesoro degli Stati Uniti d'America
Il Dipartimento del Tesoro degli Stati Uniti d'America (USDT) (United States Department of the Treasury) è un Dipartimento federale del Governo degli Stati Uniti d'America responsabile delle politiche finanziarie sul suolo statunitense. È responsabile per la gestione del debito pubblico nazionale, per la stampa della moneta, per il sistema tributario e per la supervisione degli istituti finanziari del paese.
A capo del dipartimento c'è il segretario al tesoro, membro del gabinetto presidenziale. Attualmente, nella seconda amministrazione Trump, è Scott Bessent.

## Storia
Il Dipartimento del tesoro è stato, insieme al Dipartimento di Stato e a quello della Guerra, tra i primi ad essere fondati, il 2 settembre 1789 all'inizio della presidenza di George Washington.

## Organizzazione
All'interno del dipartimento esistono due figure chiave: quella del tesoriere, che si occupa dell'emissione di moneta e del debito pubblico, e quella del segretario, il ministro che amministra il lavoro del dipartimento.

## Funzioni
Tra le funzioni del dipartimento vi è la lotta all'evasione fiscale, l'emissione di moneta, francobolli e la supervisione sulle operazioni finanziarie.
Supervisiona e regola il sistema tributario degli Stati Uniti d'America, codificato principalmente nel Title 26 dell'United States Code.
Il corrispettivo dicastero in Italia è rappresentato dal Ministero dell'Economia e delle Finanze.